# Vanessa Aab
Vanessa Aab (* 24. Juli 1983 in Düsseldorf) ist eine deutsch-südafrikanische Filmemacherin, Filmwissenschaftlerin und Medienpädagogin. Sie wuchs in der Nähe von München und in Königstein im Taunus auf und lebt aktuell in Frankfurt am Main.

## Werdegang
Aab studierte an der Universität Hildesheim und der Sorbonne Nouvelle in Paris Szenische Künste mit den Fächern Film/Medien, Bildende Kunst, Theater, Kulturpolitik / Kulturmanagement und Kulturvermittlung. Erste Berufserfahrungen im Bereich Werbefilm, Imagefilm und künstlerischer Film machte sie bereits während des Studiums. Sie arbeitete freiberuflich als Regisseurin, Produzentin, Schauspielerin und Filmeditorin in Berlin, Frankfurt am Main, Hannover und Kapstadt.
Von 2007 bis 2016 war sie künstlerisch-wissenschaftliche Mitarbeiterin an der Universität Hildesheim am Institut für Medien, Theater & Populäre Kultur am Lehrstuhl von Uwe Schrader. 2013 promovierte sie unter anderem bei Alexander Kluge zum Thema „Kinematographische Zeitmontagen – Zur Entwicklungsgeschichte des Kinos“. Von 2016 bis 2017 war sie in der Abteilung Filmbildung und -vermittlung am Deutschen Filminstitut in Frankfurt am Main tätig. Nebenbei engagiert sie sich ehrenamtlich im Bereich interkulturelle Filmvermittlung, z. B. als Initiatorin des Interkulturellen Filmclubs Blickwechsel Jetzt am Deutschen Filmmuseum oder in Zusammenarbeit mit dem kurdischen Filmemacher Bahman Ghobadi in der praktischen Filmarbeit in Flüchtlingscamps im Irak. Seit 2017 ist sie freie Mitarbeiterin am Deutschen Filmmuseum.
Vanessa Aab produzierte 2014 den Kurzfilm Frollein Frappé, eine Hommage an das surrealistische Kino Luis Buñuels. Sie schrieb das Drehbuch selbst und führte Regie. Kameramann Thomas Mauch übernahm die Bildgestaltung des Films, der auf traditionellem 16-mm-Filmmaterial gedreht wurde.  Zusammen mit dem Darsteller Oskar Brown erzählt Aab in Frollein Frappé die Geschichte von Franz und Greta (gespielt von der Regisseurin selbst), die in tiefer Liebe miteinander verbunden sind. Das Paar ist miteinander verwandt; sie sind als Cousine und Cousin an soziale Konventionen gebunden. Als Liebespaar versuchen sie für- und miteinander umzugehen und sich über gesellschaftliche Normen hinwegzusetzen – bis Greta sich von Franz’ Wunschvorstellungen emanzipiert. Feministische Gesellschaftskritik und experimentelle Filmformen sind nicht nur hier, sondern auch im weiteren Werk von Vanessa Aab ein Leitgedanke.

## Filmographie
- 2005: For fuck sakes (Kurzfilm)
- 2006: Head Heart Heel
- 2006: Suche nach Sanssouci (Kurzfilm)
- 2008: Découpage (Kurzfilm)
- 2010: Pink Body (Kurzfilm)
- 2014: Frollein Frappé (Kurzfilm)

## Schriften
- Kinematographische Zeitmontagen – Zur Entwicklungsgeschichte des Kinos. Schüren Verlag GmbH, 2014, ISBN 978-3-89472-876-2.
- Das Bildpotential im Zeitalter des digitalen Hybridfilms : die Mise en images im Wandel der Technologie am Beispiel des Stilmittels der Plansequenz in Victoria und Birdman.  Hefte zur Medienkulturforschung, 12/2015, Avinus 2015, ISBN 978-3-86938-077-3.

## Auszeichnungen
- 2014: Berlin Short Film Festival: Preis für den besten Experimentalfilm (Frollein Frappé)
- 2015: Gewinn des Wettbewerbs für die Biennial Edition of CinéWomen (Frollein Frappé)
- 2015: Girona Film Festival: Preis für die beste Originalmusik in der Kategorie internationaler Kurzfilm (Frollein Frappé)
- 2015: Spotlight Short Film Awards: Bronze Award (Frollein Frappé)
- 2018: Lobende Erwähnung des FernsehKrimi-Preises für den Polizeikrimi Wenn der Kreis sich schließt